# Eustroma chosenicola
Eustroma chosenicola là một loài bướm đêm trong họ Geometridae.